# 오르두 카불 FC
오르두 카불 FC는 아프가니스탄 카불 연고지로 하는 축구단이다. 구단은 마지막으로 카불 프리미어 리그에 참가해 2006년과 2007년에 두 번 우승을 하였다. 2009년에는 메라트 스타디움이라는 새로운 홈구장을 얻기도 했다.